# Romance sentimentale (film, 1976)
Pour le film de 1930, voir Romance sentimentale.
Pour plus de détails, voir Fiche technique et Distribution.
Romance sentimentale (Сентиментальный роман, Sentimentalnyy roman) est un film soviétique réalisé par Igor Maslennikov, sorti en 1976.

## Synopsis
Dans les années 1920, Choura Sevastianov est un jeune journaliste. Dans l'esprit du communisme, il entend lutter contre le philistinisme. Par ailleurs, il ne croit pas en l'amour.

## Fiche technique
- Titre : Romance sentimentale
- Titre originale : Сентиментальный роман (Sentimentalnyy roman)
- Réalisation : Igor Maslennikov
- Scénario : Igor Maslennikov d'après le roman de Vera Panova
- Musique : Vladimir Dachkevitch
- Photographie : Dmitri Meskhiev
- Montage : I. Smirnova
- Société de production : Lenfilm Studio
- Pays :  Union soviétique
- Genre : Drame, romance et historique
- Durée : 93 minutes
- Dates de sortie : 
  -  Union soviétique : 1er décembre 1976

## Distribution
- Elena Proklova : la grande Zoya
- Elena Koreneva : la petite Zoya
- Nikolaï Denissov : Choura Sevastianov
- Stanislav Lyubshin : Andreï Kouchlia
- Sergeï Migitsko : Siomka Gorodnitski
- Oleg Yankovski : Ilia Gorodnitski, frère de  Siomka
- Valentina Titova : Marianne, femme d'Ilia
- Mikhail Boyarskiy : Akopian, rédacteur d'un journal
- Lioudmila Dmitrieva : Ksania
- Boris Galkine : Stepan
- Lioudmila Gourtchenko : Maria Petrouchenko
- Vladimir Bassov : père de Siomka et Ilia Gorodnitski
- Nikolaï Karatchentsov : frère de la grande Zoya

## Distinctions
Le film a été présenté en sélection officielle en compétition lors de Berlinale 1977.